# Aleksander Pociej
Aleksander Pociej, né le 7 février 1965 à Varsovie, est un juriste polonais, avocat, diplomate,sénateur de 2011 à 2023, chroniqueur de la presse écrite et audiovisuelle.

## Biographie

### Formation et début professionnels
Aleksander August Pociej effectue sa scolarité secondaire au lycée Étienne-Báthory de Varsovie (en) avant de faire de 1983 à 1988 des études de droit à l'université de Varsovie, où il rédige son mémoire de fin d'études sous la direction du professeur Lech Falandysz (d), criminologue réputé et membre actif de Solidarność.
Après l'obtention de son diplôme, il continue sa formation avec un DESS de droit international des affaires à l'université Paris-Nanterre et fait un stage dans le cabinet d'avocat parisien Gide Loyrette Nouel, participant à la création de son bureau à Varsovie. Il exerce le métier d'avocat à partir de 1995 à 2011 dans le cadre du cabinet Pociej, Dubois et associés,.

### Collaboration avec les médias et le cinéma
Il est l'auteur de chroniques régulières dans plusieurs journaux comme Gazeta Finansowa (d) et Życie Warszawy (en) et intervient dans des émissions de radio et télévision, notamment Rozmowy w toku (d) sur TVN ou Werdykt sur Tele 5.
Il joue également des petits rôles dans plusieurs comédies dans son enfance ou plus tard dans des films historiques comme Par le fer et par le feu de Jerzy Hoffman, Une vieille fable. Quand le soleil était un dieu, La Bataille de Varsovie, 1920 du même réalisateur.

### Engagement politique
Aleksander Pociej s'engage en 2005 dans la campagne présidentielle inaboutie du chirurgien renommé Zbigniew Religa. En 2011, il est élu au sénat dans une circonscription de Varsovie et est réélu en 2015 et 2019. Il préside le groupe sénatorial d'amitié franco-polonaise et a contribué à la déclinaison polonaise des entretiens de Royaumont organisée par la Chambre de commerce et d'industrie française en Pologne (CCIFP) sous le patronage de l'Ambassade de France et de la Fondation Jean Monnet pour l'Europe. Il est représentant (suppléant puis titulaire) à l'assemblée parlementaire du Conseil de l'Europe, où il préside le groupe parlementaire du PPE. Il siège également à l'assemblée parlementaire de la francophonie.

### Famille
Aleksander Pociej est père de quatre enfants : Ksawery, Weronika, Konstanty et Wiktoria.

## Distinction honorifique
- Chevalier de la Légion d'honneur (2015)[9]

## Œuvre
- Ręce na biurku (Les Mains sur le bureau), Państwowy Instytut Wydawniczy, 2006  (ISBN 978-83-897-0022-3)